# RTCP
RTCP (англ. Real-Time Transport Control Protocol — протокол управления передачей в реальном времени) — протокол, используемый совместно с RTP. Протокол описан в RFC 3550,. RTCP базируется на периодической передаче управляющих пакетов всем участникам сессии, используя тот же механизм рассылки, что и для пакетов данных.
Протокол RTCP используется для передачи информации о задержках и потерях медиа-пакетов, джиттер-буфере, уровне звукового сигнала. Также передаются метрика качества сигнала (Call Quality Metrics) и Echo Return Loss.
Определены следующие типы сообщений RTCP:
- SR - Sender Report - отчёт отправителя по отправленным медиа-пакетам RTP
- RR - Receiver Report - отчёт получателя по полученным медиа-пакетам RTP
- SDES - элементы описания источника, включая cname
- BYE - Отмечает прекращение участия в группе
- APP - Специфические функции приложения

В рекомендации RFC 3611 определено также сообщение XR - Extended Report, которое позволяет отправлять большее число параметров, по сравнению со стандартными отчётами, а именно:
- Время получения пакета
- Порядковые номера потерянных пакетов
- Порядковые номера повторяющихся пакетов
- Ожидаемое время доставки
- Задержка с момента приема последнего отчета RTCP Receiver Report
- Общая статистика медиа-пакетов
- Оценка VoIP - направления (MOS и R Factor - параметр характеризующий качество сигнала)

## Шифрование RTCP
Существует вариант протокола RTP  c шифрованием Secure Real-time Transport Protocol (SRTP) для обеспечения безопасной передачи данных. И так как RTP тесно связан с RTCP
(Real-Time Control Protocol), который может использоваться, чтобы 
управлять сессией RTP, у SRTP также есть родственный протокол, названный
Secure RTCP (или SRTCP).
SRTCP обеспечивает те же самые функции, связанные с безопасностью в RTCP, для той же функциональности SRTP в RTP.
Протокол SRTCP описан в RFC 3711 об SRTP в главе 3.4.
SRTCP добавляет 3 новых обязательных поля "SRTCP index", "encrypt-flag" и "authentication tag" и опциональное поле MKI в описание пакета RTCP.
Использование SRTP или SRTCP является необязательным при использовании RTP или RTCP, но даже если SRTP/SRTCP используются, все дополнительные возможности (такие как шифрование и установление подлинности) опциональны и могут быть включены или выключены. Единственное исключение — функция аутентификации сообщений, которая обязательна при использовании SRTCP.
Для шифрования медиа потока (в целях конфиденциальности голосового соединения), SRTP вместе с SRTCP стандартизируют использование только единственного шифра, AES, который может использоваться в двух режимах, превращающих изначально блочный шифр AES в потоковый шифр.